# Kole Calhoun
Pour les articles homonymes, voir Calhoun.
Kole Alan Calhoun (né le 14 octobre 1987 à Buckeye, Arizona, États-Unis) est un voltigeur de champ droit des Ligues majeures de baseball.

## Carrière
Athlète évoluant à l'université d'État de l'Arizona, où il porte les couleurs des Sun Devils, Kole Calhoun est un choix de huitième ronde des Angels de Los Angeles en 2010. Il fait ses débuts dans le baseball majeur le 22 mai 2012 avec les Angels. Il réussit son premier coup sûr le 23 mai contre le lanceur Jarrod Parker des Athletics d'Oakland.
Il frappe 17 circuits au cours de la saison 2014. En 2015, ses 26 circuits et ses 83 points produits sont les 3e meilleurs totaux chez les Angels, après ceux de Mike Trout et Albert Pujols, et ses performances en défensive lui valent son premier Gant doré. Il devient l'un des voltigeurs réguliers des Angels avec 127 matchs joués en 2014 et est le joueur le plus employé de l'équipe en 2015, alors qu'il dispute 159 des 162 matchs du calendrier régulier.